# يوشي-هاشي (مصارع)
```
نوبو يوشيهاشي
 
(
吉橋 伸雄
،
 
ولد يوم 25 مايو 1982
؟
)
 هو مصارع محترف ياباني. يعمل حاليًا لصالح اتحاد 
نيو جابان برو ريسلينج NJPW
 تحت اسم الحلبة يوشي-هاشي 
Yoshi-Hashi
 (يشار له بحروف لاتيتنية كبيرة). 
```

## مهنة المصارعة المحترفين

### اتحاد نيو جابان برو ريسلينغ (منذ 2008 حتي 2010)
في عام 2005، حاول يوشيهاشي بالفوز بمكان في مركز تدريب دوجو اتحاد نيو جابان برو ريسلينج، لكنه فشل في اجتياز الاختبار التمهيدي. تم قبوله في النهاية في الدوجو، بعد اجتيازه الاختبار في محاولته الثالثة بعد محاولتين فاشلتين في الانضمام، 
ظهر لأول مرة كمصارع محترف في 6 يوليو 2008، وخسر أمام تاتسويا نايتو. على الرغم من عدم منافسته في دوري G1 Climax لعام 2008، إلا أنه صارع في العديد من عروض دوري G1 Climax لعام 2008 ولكنه لم يحصل على أي انتصارات في NJPW في عام 2008. ومع ذلك، في أول ظهوره له في عرض Riki Pro في 3 نوفمبر 2008، تعاون مع كازوتشيكا اوكادا للتغلب على فريق كونيوشي وادا ويوساكو اوباتا. 
في 12 فبراير 2009، فاز بمباراته الأولى في اتحاد NJPW من خلال التعاون مع هيروشي تاناهاشي ويوغي ناجاتا لهزيمة فريق كازوتشيكا اوكادا وهيروكي جوتو وشينسكي ناكامورا. ومع ذلك، فلقد خسر معظم مبارياته في عام 2009 .
في 4 نوفمبر 2009، تعاون يوشيهاشي مع كوجي كانيموتو في مباراة خاسرة ضد فريق أبولو 55 ابطال IWGP الجونيور للفرق. 
في عام 2010، بدأ يوشيهاشي في الفوز بالعديد من المباريات في اتحاد NJPW. تعاون مع جوشين ثاندر ليغر للمشاركة في أول بطولة Super J Tag له، ومع ذلك، خسر الفريق في الجولة الأولى وتم اقصائهم.
كما شارك في بطولة Best of the Super Juniors لعام 2010.  على الرغم من حصول يوشيهاشي على أول انتصار فردي له على الإطلاق في اتحاد NJPW ، فقد خسر جميع مبارياته التالية في البطولة وبالتالي فشل في التقدم إلى الدور نصف النهائي.
وكانت آخر مباراة له في عقده مع اتحاد NJPW قبل مغادرته خسر فيها مع ليجر ضد ديفي ريتشاردز ولا سومبرا. 

### كونسيخو مونديال دي لوتشا ليبري (منذ 2010 حتي 2011)
انضم يوشيهاشي إلى اتحاد كونسيخو مونديال دي لوتشا ليبري CMLL في عام 2010 كوسيلة لاكتسابه المزيد من الخبرة في المجال والتعرف على مجموعة متنوعة من أساليب العاب المصارعة. كانت مباراته الأولى مع اتحاد CMLL عن مباراة ستة لاعبين فرق تثبيتتين من أصل ثلاث مع فريق La Ola Amarilla (اوكومورا وتايشي) التي خسروها أمام فريق ايل هيخو ديل فانتزما وو لا ماسكارا وماكسيمو. 
و لما تبقي من عام 2010 وفترة عام 2011، تصارع يوشيهاشي في مباريات ستة لاعبين فرق من تثبيتين من أصل ثلاث ونادراً ما شارك في مباريات من نوع اخر مثل مباريات فردية أو قناع ضد شعر. لقد خسر معظم مبارياته مع اتحاد CMLL في عامي 2010 و 2011.  
و قرب نهاية إقامته في المكسيك، بدأ يوشيهاشي عداوة مع المصارع راش المصارع الرئيسي في الاتحاد في ذلك الوقت الذي بدئت عداوتهما في مباريات ستة رجال فرق وسرعان ما تصاعدت العداوة بينهما إلى درجة ان الاثنان دخلا في مباراة رهان على شعرهما في مباراة Lucha de Apuestas)، وهي تُعد أكثر المباريات شعبية في المكسيك وأكثر أهمية من مباريات لقب العالم.
في 1 أغسطس 2011، هزم راش يوشيهاشي، ثم أجبره على حلاقة شعره وفقًا للشرط النزال. 

### (منذ 2012 حتي الآن)
في أواخر عام 2011، تم إعلان أن يوشيهاشي سيعود إلى نيو جابان برو ريسلينج NJPW وذلك بعد ان انهي عقده مع اتحاد CMLL وسجل عودته في يوم الاحد 4 يناير 2012، في عرض Wrestle Kingdom VI ، تحت اسم حلبة جديد «يوشي-هاشي» (تم كتابة اسمه بحروف لاتينية كبيرة) قبل عودته للاتحاد بفترة أعلن يوشي-هاشي أنه سينضم إلى فريق الكايوس Chaos بسبب اعتياده على ان يظهر بشكل روديو (مصارع مكروه) في المكسيك. في 4 يناير 2012، هزم يوشي-هاشي في مباراة العودة من قبل خصمه القديم من كازوتشيكا أوكادا الذي فاز في المباراة في زمن أقل من خمس دقائق. 
ظهر يوشي-هاشي في عروض The New Beginning 2012 و NJPW 40th Anniversary Show كعضو من عصابة الكايوس وفاز بالمباراة.
في 1 أبريل 2012، هُزم من قبل لا سومبرا في الجولة الأولى من بطولة كأس اليابان الجديدة. 
في عرض Wrestling Dontaku 2012 يوشي-هاشي صارع جنبا إلى جنب مع جادو وتوموهيرو ايشى هزموا فريق كابتن نيو جابان وسترونغ مان وتاما تونغا. 
في عرض دومينيون 6.16، تعاون يوشي-هاشي مع زميله في فريق الكايوس توموهيرو إيشي وهزما فريق روكي روميرو كابتن نيو جابان وأعضاء سيجيجون واتارو إينو ويوغي ناجاتا. 
في الفترة من 20 نوفمبر 2012 حتي 1 ديسمبر 2012، شارك يوشي-هاشي في دوري World Tag League لعام 2012 إلى جانب زميله في الفريق كازوتشيكا أوكادا تحت اسم الفريق "Chaos Ride the Lightning". وحققا رقم قياسي برصيد ثلاثة انتصارات مقابل ثلاث هزائم، مع خسارة الفريق لصالح فريق "Sword & Guns" (كارل أندرسون وهيروكي جوتو) في اليوم الأخير، مما كلفهم مكانًا في الدور نصف النهائي من البطولة. 
تجمع يوشي -هاشي وأوكادا بعد عامًا واحدًا للمشاركة في دوري World Tag League لعام 2013 وحلا هذه المرة في المركز الأخير في مجموعتهما برصيد انتصارين في مقابل أربعة هزائم.
في 5 سبتمبر، 2014، حقق يوشي -هاشي فوزًا كبيرًا، عندما قاد فريقه لفوز بمباراة فريق عشرة رجال فرق ضد فريق البوليت كلوب.
بعد ذلك الفوز، حصل يوشي-هاشي على فرصتين مختلفتين علي البطولات التي يحملها أعضاء فريق البوليت كلوب وهي بطولة NEVER للوزن المفتوح وبطولة IWGP للفرق.
في 21 سبتمبر 2014 في عرض Destruction in Kobe 2014 تحدى يوشي-هاشي وزميله في الفريق كازوتشيكا أوكادا دوس غالوز وكارل أندرسون في نزال علي بطولة IWGP للفرق وخسرا النزال. 
بعد يومين في عرض Destruction in Okayama 2014، فشل يوشي-هاشي أيضًا في الفوز ببطولة NEVER للوزن المفتوح التي يحملها يوجيرو تاكاهاشي في ذلك الوقت.
في نوفمبر 2014، تعاون يوشي-هاشي مرة ثالثة مع زميله في الفريق كازوتشيكا اوكادا للمشاركة في دوري في World Tag League لعالم 2014. وأنهى الفريق سلسلة مبارياته برصيد أربعة انتصارات في مقابل ثلاث هزائم، وفشلا في التقدم إلى النهائيات للمرة الثالثة علي التوالي.

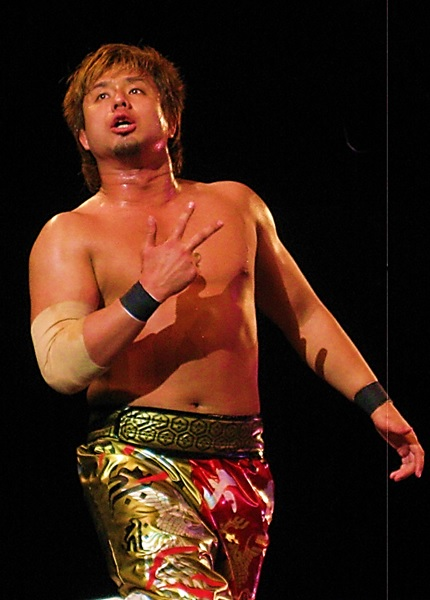
يوشي هاشي في مارس 2015

في منتصف عام 2016، خلال عداوة فريق الكايوس مع فريق لوس انجوبرنابليز دي جابون، وجد يوشي-هاشي نفسه منافس للوافد الجديد ساندا. كان لدى الاثنين تاريخ من العداوات يعود إلى عام 2005، عندما شاركا في اختبار NJPW التمهيدي معًا. في حين فشل كلاهما في اجتياز الاختبار
شعر يوشي-هاشي أن سانادا كان أكثر هدوءً منه حيث انه البحث عن فرصة عمل في اتحاد ياباني آخر وهو (أول جابان برو ريسلينغ AJPW)، بينما كرر يوشي الاختبار حتى اجتيازه بعد محاولتين فاشلتين. 
في 19 يونيو 2016 في دومينيون 6.19 في أوساكا-جو، سجل يوشي-هاشي أكبر فوز في تاريخه في هذه النقطة عن طريق اخضاعه لساندا في مباراة فرق حيث تعاون مع زميله في الفريق توموهيرو ايشى وساندا تعاون مع زميله بوشي.
بعد هذا الفوز، مُنح يوشي-هاشي البطاقة الذهبية لدخول دوري G1 Climax لعام 2016، وهي أول مشاركة له في دوري G1 Climax.
في مباراته الافتتاحية في البطولة يوم 22 يوليو 2016، سجل يوشي-هاشي فوزًا كبيرًا آخر بفوزه علي قائد فريق بوليت كلوب كيني أوميغا.
في 13 أغسطس 2016 أنهى مباراته الاخيرة في البطولة برصيد ثلاثة انتصارات مقابل ستة خسائر.
على الرغم من ذلك، أدى الفوز في المباراة الافتتاحية ليوشي-هاشي علي أوميغا، بعد فوزه بالبطولة بأكملها، حيث رشحه فوزه بان يصبح كأول منافس له علي عقد مباراة بطولة IWGP للوزن الثقيل في الحدث الرئيسي لعرض Wrestle Kingdom 11.
في 22 سبتمبر 2016 في عرض Destruction in Hiroshima 2016 أخذ يوشي-هاشي فرصته علي عقد أوميغا لكنه خسر المباراة لينجو اوميجا بالعقد ويتواجه لعرض Wrestle Kingdom 11.
في 5 نوفمبر 2016 في عرض Power Struggle تعاون يوشي-هاشي مع توموهيرو إيشي لتحدي تاما تونغا وتانغا لوا علي بطولة IWGP للفرق.
في نهاية 2016 شارك يوشي-هاشي وأوكادا مرة اخري في World Tag League لعالم 2016 حيث حققا رصيد اربع انتصارات مقابل ثلاثة هزائم وبالتالي فشلا في التاهل للنهائيات للمرة معاً الرابعة.
في 4 يناير 2017 في عرض Wrestle Kingdom 11، شارك يوشي-هاشي وجادو وويل اوسبراي مباراة علي لقب Never للفرق السداسية لا تمثل فريق الكايوس، إلا أن الفريق لم ينجح في الفوز باللقب. بعد أن تم تثبيت جادو بواسطة عضو فريق البوليت كلوب يوجيرو تاكاهاشي.
في 5 يناير 2017، قام يوشي-هاشي بتثبيت عضو فريق البوليت كلوب آدم كول بطل العالم في رينج أوف هونر (ROH) في مباراة فرق مكونة من ستة لاعبين وهذا الفوز منحه فرصة مستقبلية علي اللقب.
من خلال شركة اتحاد NJPW مع اتحاد ريفيلوشن برو ريسلينغ RPW الإنجليزي، ظهر يوشي-هاشي لأول مرة في الاتحاد البريطاني يوم 21 يناير 2017 حيث حقق فوز على بيت دان.
في 27 فبراير 2017، خلال عرض Honor Rising: Japan 2017، تحدى يوشي-هاشي آدم كول في نزال لبطولة ROH العالمية لكنه خسر امامه النزال.
في 26 يونيو 2017، تحدى يوشي-هاشي مينورو سوزوكي في نزال علي بطولة NEVER للوزن المفتوح لكنه خسر النزال امامه.
في الفترة من 17 يوليو 2017 حتي 11 أغسطس 2017، شارك يوشي-هاشي في دوري G1 Climax لعام 2017، حيث حصل علي رصيد فوزين مقابل سبع هزائم.
في 15 أكتوبر 2017 شارك في عرض اتحاد NJPW و ROH المشترك Global Wars: Chicago حيث تحدى يوشي-هاشي كيني أوميغا في نزال علي بطولة IWGP للولايات المتحدة وخسر امامه النزال.
في نهاية 2017، تعاون يوشي-هاشي مع شريكه في الفريق هيروكي جوتو وذلك للمشاركة في دوري World Tag League لعام 2017 . حيث حقق رصيد أربعة انتصارات مقابل ثلاث هزائم وفشلا في التأهل للنهائيات، بعد خسارتهما أمام إيفيل وسانادا في المباراة النهائية للبطولة.

## البطولات والإنجازات
- برو ريسلينج اليزستارتيد
  - حصل علي المرتبة 177 من اصل أفضل 500 مصارع فردي في ترتيب مجلة PWI 500 لعام 2018 [40]

## سجل مباريات رهان اللوتشا
| الفائز (بالرهان) | الخاسر         | الموقع         | العرض    | تاريخ المباراة | ملاحظات     |
| ---------------- | -------------- | -------------- | -------- | -------------- | ----------- |
| راش (الشعر)      | يوشيهاشي (شعر) | بويبلا، بويبلا | عرض CMLL | أغسطس 1, 2011  | [ 2 ] [ 9 ] |

## روابط خارجية
- يوشي-هاشي على موقع CageMatch worker (الإنجليزية)